# 1947 في رومانيا
فيما يلي قوائم الأحداث التي وقعت خلال عام 1947 في رومانيا.

## رياضة
- 13 يوليو – دوري الدرجة الأولى الروماني 1946–47 الفائز يو تي أي أراد.

## مواليد

### يناير
- 21 يناير – تسفي غولدستاين فنان تشكيلي إسرائيلي.

### فبراير
- 6 فبراير – فيوريل إيزو لاعب كرة قدم.
- 21 فبراير – إيوان بوزيان مصارع هاوي روماني.

### يونيو
- 1 يونيو – ألكس جولدفارب سياسي إسرائيلي.
- 16 يونيو – ميرتشا روجر مُجدّف روماني.

### يوليو
- 23 يوليو – غابرييل بومتشو

### أغسطس
- 16 أغسطس – تيودور فاسيلي درّاج طريق روماني.

### سبتمبر
- 20 سبتمبر – فيكتور زيلبرمان ملاكم روماني.

## وفيات

### نوفمبر
- 8 نوفمبر – قنسطنطين ساناتيسكو (مواليد 1885)